# O'Reilly Media
O'Reilly Media, antes llamada O'Reilly & Associates, es una empresa editorial estadounidense fundada y dirigida por Tim O'Reilly que está principalmente enfocada a libros de tecnología e informática. Usa como distintivo en sus portadas diferentes animales, como un camello, un ratón o una llama.
Además de publicar libros, O'Reilly también patrocina conferencias anuales y servicios en línea para la comunidad del software libre.
O'Reilly ha adoptado el derecho de autor 1790 Copyright Durations, que limita los derechos máximos de protección a 28 años; mucho menos que la duración normal de la mayoría de las editoriales.
También publica libros de viaje Historias de un caminante (en inglés "Traveler's Tales") y de atención médica Guías centradas en el paciente ("Patient-Centered Guides").
El Safari Bookshelf ("Estantería Safari") tiene los textos completos de más de 1000 libros técnicos disponibles como muestra o por subscripción. Incluye además libros de otras editoriales como Adobe Press, Alpha Books, Cisco Press, Financial Times Prentice Hall, Microsoft Press, New Riders Publishing, Peachpit Press, Prentice Hall, Prentice Hall PTR, Qué! y Sams Publishing.